# NQ Vulpeculae
Nova
NQ Vulpeculae (ou Nova Vulpeculae 1976) était une nova qui survint le 21 octobre 1976 dans la constellation du Petit Renard. Elle atteignit une magnitude minimale (correspondant à une luminosité maximale) de 6.

## Coordonnées
- Ascension droite : 19h 29m 14,67s
- Déclinaison : +20° 27′ 58,0″